# Косинов, Владимир Егорович
Владимир Егорович Косинов (1923-1943) — младший лейтенант Рабоче-крестьянской Красной Армии, участник Великой Отечественной войны, Герой Советского Союза (1944).

## Биография
Родился в 1923 году в посёлке Селезнёвский рудник города Ворошиловска Ворошиловградской области УССР (ныне — город Перевальск в Луганской области Украины). После окончания семи классов школы и ремесленного училища работал литейщиком на металлургическом заводе им. Ворошилова. В 1941 году был призван в ряды Красной Армии Ворошиловским ГВК. С июля 1942 года — на фронтах Великой Отечественной войны. Участвовал в боях под Воронежем, освобождении Украинской ССР. К сентябрю 1943 года младший лейтенант Владимир Косинов командовал взводом 615-го стрелкового полка 167-й стрелковой дивизии 38-й армии Воронежского фронта. Отличился во время битвы за Днепр.
26 сентября 1943 года одним из первых переправился через Днепр на остров к северо-востоку от Киева, а 28 сентября — на западный берег реки, после чего во главе своего взвода ворвался в Вышгород. 17 октября 1943 года в районе хутора Яблонька Вышгородского района Киевской области лично уничтожил большое количество немецких солдат и офицеров, а также захватил вражеское вооружение. В том бою он погиб. Похоронен у Яблоньки.
Представлен к награждению званием Героя Советского Союза за героизм, проявленный при форсировании Днепра. Указом Президиума Верховного Совета СССР «О присвоении звания Героя Советского Союза генералам, офицерскому, сержантскому и рядовому составу Красной Армии» от 10 января 1944 года за «образцовое выполнение боевых заданий командования на фронте борьбы с немецко-фашистскими захватчиками и проявленные при этом отвагу и геройство» был удостоен посмертно высокого звания Героя Советского Союза. Также был награждён орденом Ленина и медалью «За отвагу».
В его честь названа улица в Перевальске.